# Мак-Гахан, Варвара Николаевна
Варва́ра Никола́евна Мак-Га́хан (англ. Barbara MacGahan; урожденная Ела́гина; 1850, Тульская губерния, Российская Империя — 28 февраля 1904, Нью-Йорк, США) — русская и американская журналистка, переводчица. Супруга Януария Мак-Гахана.

## Биография
Варвара Николаевна Елагина родилась в 1850 году в Тульской губернии. Её отец, Николай Павлович Елагин (1801—1863), происходил из древнего рода тульских помещиков и дворян. В 1844—1849 годах занимал должность товарища председателя Тульской палаты гражданского суда. Авдотья Петровна Елагина, хозяйка знаменитого литературного салона, приходится Варваре двоюродной бабушкой.
Первоначальное образование получила дома, затем училась в Тульской женской гимназии.
В 1873 году вышла замуж за корреспондента американской газеты «Нью-Йорк Геральд» Януария Алоизия Мак-Гахана, от которого в 1874 году родила сына Пола.
Занималась переводами с английского рассказов Брета Гарта, Марка Твена, Эдгара По, которые печатала в журнале «Еженедельное Новое Время» (1879—1881).

## Журналистская деятельность
После безвременной кончины Януария Мак-Гахана в 1878 году, его дело было продолжено супругой. Она приступила к работе в газете «Голос», была петербургским корреспондентом «New York Herald» и австралийской газеты «Sydney Herald».
В 1880 году в качестве корреспондента «Голоса» отправляется в Америку для освещения президентской предвыборной кампании. Спустя некоторое время переселяется в Нью-Йорк на постоянное место жительство.
В «Вестнике Европы» выступила со статьями «Американцы дома. Очерки американской жизни» (1882, № 7, 10-12) и «Американская журналистика» (1883, № 7-8).
С 1883 года была постоянным корреспондентом в Америке «Русских ведомостей». Писала репортажи для «Вестника Европы», «Северного вестника», «Русской мысли».
В «Русских ведомостях», а затем и в «Северном вестнике» печатала «Письма из Америки».
Варвара Мак-Гахан является автором сатирической повести «Новое на старой подкадке», опубликованной в «Вестнике Европы» (1888, № 1-4) и посвященной механизму избиратательной кампании в США.
На английском языке опубликовала роман «Ксения Репнина: Повесть из жизни современной России» (1890) с предисловием Василия Верещагина (Xenia Repninà: A Story of the Russia of To-day. New York: George Routledge and Sons, 1890—295 р.)
В Русском обозрении (1895, кн. 8-9) напечатала статью «Поступательное движение православия в Соединенных Штатах».
В 1894 году для освещения событий, связанных со смертью Александра III посещала Россию в качестве корреспондента восьми американских газет. 2 августа посетила Льва Толстого в Ясной Поляне. По просьбе американского экономиста Генри Джорджа Мак-Гахан передала Толстому его сочинения для ознакомления.
Активно занималась общественной деятельностью. Принимала участие в жизни Нью-Йоркской русской общины, благодаря её стараниям был открыт Свято-Николаевский Собор в Нью-Йорке.
Последнюю поездку в Россию предприняла в 1903 году. Скончалась 28 февраля 1904 года в Нью-Йорке.

## Семья
- Мак-Гахан, Януарий Алоизий (англ. Januarius Aloysius MacGahan; 1844—1878) — супруг. Американский военный корреспондент.
- Мак-Гахан, Пол (англ. Paul MacGahan; 1874—1959) — сын. В 1896 году окончил Колумбийский университет, был женат на Кэролин С. Мак-Гахан (англ. Carolyn C MacGahan), вместе с супругой похоронен на кладбище Хэйнс Фолс, округ Грин, штат Нью-Йорк[10].